# Рямовское сельское поселение
Рямовское се́льское поселе́ние — муниципальное образование в Бердюжском районе Тюменской области Российской Федерации.
Административный центр — деревня Старорямова.

## История
Старорямовский сельсовет образован в 1918 году.  
В 1960 году Старорямовский сельсовет был передан Уктузскому сельсовету. 
Рямовский сельский Совет повторно был образован 31.01.1978 года распоряжением Тюменского областного Совета народных депутатов.
Статус и границы сельского поселения установлены Законом Тюменской области от 5 ноября 2004 года № 263 «Об установлении границ муниципальных образований Тюменской области и наделении их статусом муниципального района, городского округа и сельского поселения».

## Население
| 2010 | 2011 | 2012 | 2013 | 2014 | 2015 | 2016 |
| ---- | ---- | ---- | ---- | ---- | ---- | ---- |
| 526  | ↘525 | ↘501 | ↘487 | ↘478 | →478 | ↗484 |
| 2017 | 2018 | 2019 | 2020 | 2021 | 2023 |      |
| ↘474 | ↘466 | ↘455 | ↘445 | ↗490 | ↘476 |      |

## Состав сельского поселения
| № | Населённый пункт | Тип населённого пункта          | Население |
| - | ---------------- | ------------------------------- | --------- |
| 1 | Воробьёво        | село                            | 118       |
| 2 | Старорямова      | деревня, административный центр | 403       |
| 3 | Сугатова         | деревня                         | 5         |